# Community Council Area
Community Council Areas (CCA) bilden seit Mitte der 1970er Jahre in Schottland, dem nördlichsten Landesteil des Vereinigten Königreiches, die niedrigste Verwaltungsebene. Je nach Lage kann es sich dabei strukturell um Gemeinden oder um Stadtbezirke handeln. Sie haben im Vergleich zu ihren Gegenstücken in England und Wales eine deutlich schwächere Stellung.

## Geschichte
In Schottland gab es bis zu einer 1930 in Kraft getretenen Verwaltungsreform ein komplexes System kommunaler Verwaltungen. Neben die Parishes, die sich seit dem Mittelalter aus kirchlichen Verwaltungseinheiten (Pfarreien) entwickelt hatten, traten im Bereich von Städten (Burghs) ab der Mitte des 18. Jahrhunderts Police Burghs. Beide waren in ihren jeweiligen Gebieten, zumindest teilweise, zuständig für ein breites Portfolio von Aufgaben für ihre Bevölkerung, welches unter anderem Wasser und Abwasser, Bauplanung, Gesundheitsvorsorge, Bibliotheken, Freizeitanlagen, Ortspolizei oder Feuerwehr umfassen konnte.
Dieses System wurde abgelöst durch ein neues, bei dem den innerhalb der Verwaltungsgrafschaften als Gebietsausschuss entstandenen Districts ein direkt gewähltes Parlament und neue Aufgabenbereiche zugewiesen wurden. Die Städte wurden, je nach Einwohnerzahl, in Large Burghs und Small Burghs eingeteilt und behielten einen Teil ihrer Zuständigkeiten. In den übrigen Gegenden gingen sie von den Parishes auf die höhere Ebene über, ihre gewählten Gremien wurden zugleich aufgelöst. Das gleiche Schicksal ereilte bei einer 1973 beschlossenen und 1975 in Kraft getretenen erneuten Reform auch die Burghs. Zugleich wurden die Districts verpflichtet, in ihren Gebieten die Rahmenbedingungen für die Einrichtung von Gemeinderäten (Community Councils) zu schaffen und hierfür entsprechende Gebiete abzugrenzen. 1996 ging diese Aufgabe an die als Unitary Authority neu entstandenen 32 Council Areas über.

## Grundsätzliches
Die mit dem Gesetz von 1973 beschlossene Vorgabe, dass die Districts explizit zu erläutern hätten, warum sie für ein bestimmtes Gebiet die Einrichtung eines Community Councils nicht für nötig erachteten, hat dazu geführt, dass Schottland fast flächendeckend in Community Council Areas eingeteilt wurde. Ausgenommen blieben lediglich eine Reihe unbewohnter Inseln, insbesondere in abseitiger Lage, wie etwa St. Kilda. Bewohnte gemeindefreie Gebiete, wie sie in England mit den unparished Areas insbesondere in großen Städten und ihrem verdichteten Umfeld anzutreffen sind, gibt es in Schottland nicht. Insofern gleicht die Situation derjenigen in Wales mit ihren Communitys.
Die schottische Regierung stellt den Council Areas Mustervorlagen zur Verfügung, etwa zu den Geschäftsordnungen der Community Councils, den Verhaltensregeln der Gewählten oder der Durchführung von Wahlen. Sie können diese unverändert übernehmen oder, unter Beachtung anderweitiger gesetzlicher Vorgaben, entweder ihren Bedürfnissen anpassen oder ein gänzlich eigenes Regelwerk erstellen. Für den Bereich der Einrichtung von Community Councils hatten letzteres, Stand 2012, nur 6 der 32 Council Areas getan.
Unter den Namen findet sich bei einigen der CCAs die vorangestellte Bezeichnung Royal Burgh. Dies spiegelt die Tradition dieser Ortschaft als ältester der verschiedenen Varianten der Burghs wider, hat aber keine Auswirkung auf ihre sonstige rechtliche Stellung. Gleiches gilt für ein ergänzendes District oder Parish.

## Aufgaben
Im Gegensatz zu ihren Pendants, den Parishes in England und den Communitys in Wales, haben die Community Council Areas eine verhältnismäßig schwache Stellung. Sie haben ein Anhörungsrecht bei Fragen der Stadt- und Regionalplanung sowie bei einigen Genehmigungsverfahren. Ansprechpartner hier sind in der Regel die Area Committees. Ansonsten können sie sich generell, auf freiwilliger Basis, um alles kümmern, was die Lebensverhältnisse in ihren Gemeinden verbessert, sofern es nicht den Zuständigkeiten höherer Ebenen widerspricht. Hierunter fallen beispielsweise die Organisation von Festivitäten, Angebote für Kinder, Jugendliche und Senioren, die Pflege von Grünanlagen oder Reinigungsaktionen im Ort.
Finanziert werden sie durch Zahlungen der Council Areas. Zumeist erhalten sie einen Fixbetrag und oftmals Zuschläge, die je nach CA variieren und die an die Einwohner- oder Wählerzahlen gebunden sein können. Hinzu kommen Sachleistungen wie das Zurverfügungstellen von Räumlichkeiten oder Fahrzeugen. Eigene Gemeindesteuern, wie etwa ein Zuschlag auf die Council Tax, sind nicht vorgesehen, stattdessen sind sie auf Einnahmen bei von ihnen durchgeführten Aktivitäten sowie auf Spenden angewiesen.
Schon beim zugrunde liegenden Gesetzestext wurde deutlich, dass es bei den neu entstandenen CCAs primär darum geht, die lokale Bevölkerung bei den Entscheidungsfindungen der höheren Ebene mit einzubinden, ohne ihnen eine entsprechende Kompetenz selbst zuzubilligen. Die Community Councils wurden daher auch als „weitgehend zahnlos“ (englisch largely toothless) bezeichnet.
Mehrere Untersuchungskommissionen kamen im Laufe der Jahre zu der Empfehlung, die zu treffenden Entscheidungen wieder vermehrt zu dezentralisieren, um die Bereitschaft der Bevölkerung zu vermehren, sich vor Ort stärker zu engagieren. Dies wurde aber nur zögerlich umgesetzt, zuletzt im Community Empowerment Act von 2015, dessen Bestimmungen aber bisher erst teilweise in Kraft gesetzt worden sind. In ihren im Vorfeld der Parlamentswahl in Schottland 2016 beschlossenen Programmen bekräftigten sowohl die Grünen als auch die regierende Scottish National Party, weiter in dieser Richtung politisch tätig zu werden. Letztere brachte unter anderem die lokale Verwendung der Erträge des Krongutes, sowie einen festen Satz von einem Prozent des Haushalts der CAs für örtliche Belange ins Gespräch, außerdem die Möglichkeit, bisher von höherer Ebene erbrachte öffentliche Dienstleistungen durch Community Councils abwickeln zu lassen.

## Leitungsgremium
Das Leitungsgremium ist der auf vier Jahre gewählte Community Council. Er besteht mindestens aus einem in jährlichem Turnus aus den eigenen Reihen gewähltem Vorsitzenden (Chairman), einem Schriftführer (Secretary) und einem Kassenwart (Treasurer). Die konkrete Ausgestaltung obliegt den Council Areas: sie legen unter anderem fest, ob zusätzlich die örtlich gewählten Abgeordneten des CAs als kooptierte Mitglieder erlaubt sind und bestimmen eine Mindest- und eine Höchstgröße. Gibt es bei Wahlen eine höhere Zahl an Bewerbern, kommt es zu einer öffentlichen Wahl, liegt sie zwischen beiden Werten, so gelten alle Interessenten automatisch als gewählt (uncontested election).
Da es keine Pflichtaufgaben der Community Councils gibt, kann eine mangelnde Bewerberzahl dazu führen, dass keiner eingerichtet wird oder ein bestehender bei Ausscheiden von Mitgliedern und Unterschreiten der Mindestzahl an Mitgliedern aufgelöst wird. Letzteres gilt auch bei Inaktivität des Gremiums sowie gravierenden Verstößen gegen die erlassenen Grundsätze. Landesweit erregte im Frühjahr 2016 die Entscheidung der Verwaltung von Dumfries and Galloway Aufsehen, 38 Community Councils wieder aufzulösen, nachdem diese es versäumt hatten, binnen drei Monaten nach ihrer Wahl eine Geschäftsordnung zu beschließen. Gleichzeitig ist es verhältnismäßig einfach, einen neuen Rat zu installieren, sofern sich genug Kandidaten hierfür bereit finden.

## Statistik
Im Jahre 2012 fand eine ausführliche Untersuchung zu den Verhältnissen in den verschiedenen Council Areas statt. Ergebnisse waren unter anderem:
- Insgesamt bestanden 1370 Community Council Areas, von denen 1148 (84 %) einen Community Council besaßen. In sechs CAs hatten alle CCAs einen Rat, am anderen Ende der Skala fand sich Dundee mit nur drei Councils bei 19 CCAs.
- Die durchschnittliche Gebietsfläche variierte zwischen 1,7 qkm in Glasgow und 164,5 qkm in Highland, bei der Einwohnerzahl lagen die Werte zwischen im Schnitt 10370 in Edinburgh und 1000 in Eileanan Siar.
- Die Finanzierungsmodelle wichen stark voneinander ab:
  - vier CAs leisteten lediglich einen einheitlichen Fixbetrag, die Werte lagen zwischen 300 und 556 £ pro Jahr
  - 18 weitere stockten diesen auf, wobei unterschiedliche Verfahren angewendet wurden
  - 7 CAs leisteten unterschiedliche feste Sätze, je nach Zahl der Einwohner oder der Wähler, mit zwei Ausnahmen nach Schwellenwerten gestaffelt
  - East Dunbartonshire zahlte Fixbeträge von durchschnittlich 2423 £ an ihre zwölf aktiven CCAs, zwischen und 5165 £ für Bishopbriggs und 765 £ für Baldernock.
  - Orkney bezahlte 1200 £ für einen Angestellten und zusätzlich, in Abhängigkeit von der Wählerschaft, durchschnittlich 4100 £
  - Shetland richtete seine Beiträge nach einem komplizierten Schlüssel, der den Aufwand in den jeweiligen Gemeinden berücksichtigte, und zahlte im Durchschnitt 12700 £
- Als einzige Korrelation zur Frage, warum in bestimmten Gebieten eine geringere Bereitschaft besteht, sich in Community Councils zu engagieren, konnte ein höherer Grad an mehrfacher Deprivation festgestellt werden.